# Younes Shalaby
Younes Shalaby (arabe : يونس شلبي) né le 31 mai 1941 à Mansourah et mort le 12 novembre 2007, est un acteur égyptien.

## Liste sélectives de ses films
- 1990 : Al-raqissa wa-l-siyasi
- 1990 : Al-Asta Mahrous
- 1992 : Stop
- 1993 : Mister Dollar
- 1993 : Al-Regala Fi Khatar
- 1995 : Kalil Mina Al-Hob Kathir Mina Al-Unf
- 2002 : Amir El Zalam

## Principales pièces théâtrales
- Madraset Al-Mushaghibin
- Al-Eyel Kebret